# Wawarsink
Wawarsink /možda od wawâräsĭnĭken = many hollow stones/, nekadašnja banda Munsee (?) Indijanaca s donjeg toka rijeke Hudson u New Yorku, čije se glavno istoimeno naselje nalazilo na mjestu gdje se sastaju Wawarsing i Rondout Creek, na današnjeg okruga Ulster.
Ostali nazivi: Wawarasinke, Wawarsing, Wawarsinks.